# 痛バッグ

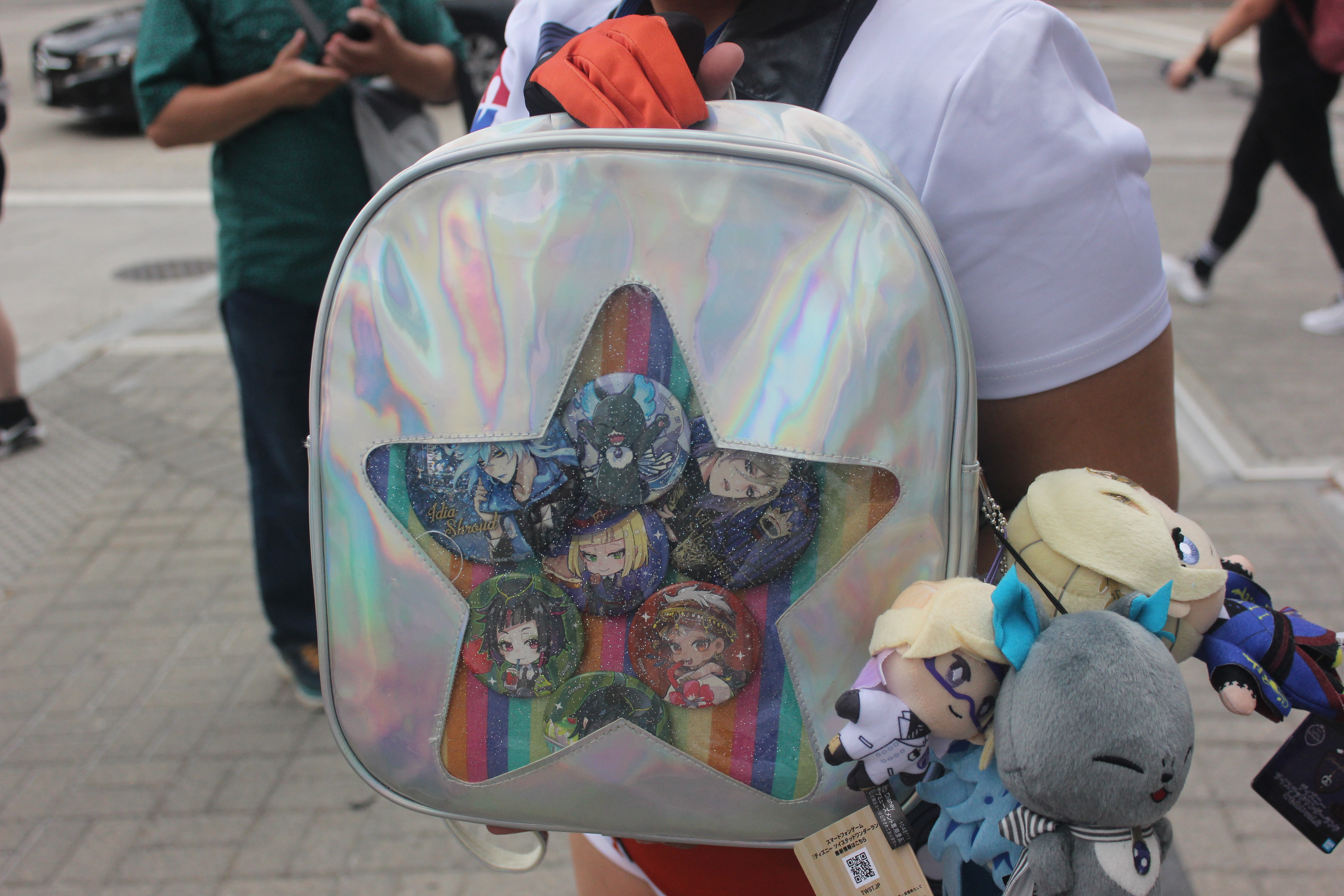

痛バッグ（いたバッグ）とは痛々しいバッグの略のことで推しキャラやアイドルの缶バッジやキーホルダーなどのグッズを大量に装飾したバッグのことである。さらに略して痛バとも呼ばれる。
同じように｢痛〜〜｣と呼ばれるものに痛車、痛タク、痛チャリ、痛印、痛ネイル などがある。
通常は透明なポケットが前面に付いており、お気に入りのグッズがよく見えるようにデコレーションして楽しむ。「推し」と一緒にいたい心理を反映したオタク文化である。
推し活に励む人たちのこうしたムーブメントは、100円ショップの販売トレンドにも影響を与えている。

## 種類
トートバッグ型、リュック型、ショルダーバッグ型、ハンドバッグ型、ウエストポーチ型、ポシェット型などの様々な型があり、サイズも豊富で缶バッジを80個以上付けることのできる大型の物から数個しか付けられないコンパクトなものまで様々なサイズの痛バッグが発売されている。
既存のバッグに様々なカバーやアイテムを付けてカスタマイズする楽しみ方もある。